# Pagsam Wangpo
Pagsam Wangpo (tibétain : དཔག་བསམ་དབང་པོ, Wylie : dpag bsam dbang po) (1593-1653), figure clé de l'histoire de la lignée Drukpa du bouddhisme tibétain, est né à Chonggye ('phyong rgyas), dans la province de Tsang au Tibet, fils naturel du prince de Chonggye, Ngawang Sonam Dragpa. Il était un cousin aîné du 5e dalaï-lama, Lobsang Gyatso (1617-1682).
Pagsam Wangpo est considéré comme une réincarnation immédiate de Kunkhyen Pema Karpo (1527-1592). En 1597, il fut intronisé en tant que 5e hiérarque gyalwang drukpa de la branche nord de la lignée Drukpa au monastère de Tashi Thongmon, ce qui entraîna une longue dispute avec un candidat rival intronisé au monastère de Ralung.

## Incarnation contestée
Suivant un modèle traditionnel d'oncle paternel à neveu de succession spirituelle et temporelle courant au Tibet à cette période connu sous le nom de khuwon (khu dbon), la famille Gya (rgya), également connue sous le nom de Druk, descendante de Tsangpa Gyare (1161 –1211) et de son neveu Darma Senge (Wylie : dar ma seng+ge , 1177-1237) détenaient à la fois la principale succession spirituelle de la tradition centrale Drukpa (bar 'bruk) ainsi que le contrôle temporel du monastère de Ralung et ses vastes domaines depuis plus de 400 ans. Dans les sources anglaises, cette lignée particulière de succession spirituelle et temporelle est souvent appelée la lignée héréditaire des « princes-abbés » de Ralung.
Le 13e hiérarque de cette succession Ralung, Kunga Penjor (Wylie : kun dga' dpal 'byor , 1428-1476) se déclara être la réincarnation du fondateur Tsangpa Gyare, devenant ainsi le 2e gyalwang drukpa ainsi que le hiérarque héréditaire de Ralung. Cependant, après sa mort, la famille Gya n'avait aucun héritier mâle pour assumer la position de sa réincarnation. Certains de ses élèves se sont donc tournés vers l'extérieur du clan Gya afin de poursuivre cette lignée d'incarnation. Chödrak Gyatso, 7e karmapa (1454-1506) reconnut Jamyang Chökyi Drakpa, un fils de ses patrons, le puissant clan Ja (Wylie : bya), comme le 3e gyalwang drukpa. Puis après sa mort en 1523, un garçon de la région de Kongpo fut reconnu comme sa réincarnation et devint le 4e gyalwang drukpa, Kunkhyen (« l'omniscient ») Padma Karpo, le plus grand érudit de l'histoire de l'école Drukpa.
Pendant ce temps, Ngawang Chögyal (Wylie : ngag dbang chos rgyal, 1465-1540) le neveu de Drukpa Kunley et fils du frère de Kunga Paljor, Nangso Rinchen Zangpo (nang so rin chen bzang po) (également connu sous le nom de Lhawang), succède à Kunga Paljor en tant que 14e prince-abbé héréditaire de Ralung. Son fils aîné Ngawang Drakpa (1506-1530) lui succéda  ; à qui succéda à son tour son jeune frère Ngagi Wangchuck (1517-1554) ; auquel succéda son fils Mipham Chögyal (1543-1606).
L'école centrale Drukpa fut ainsi effectivement divisée en deux, un groupe suivant la lignée d'incarnation des gyalwang drukpas et un autre suivant l'ancienne lignée héréditaire Drukpa des princes abbés du monastère de Ralung.
Après la mort du Kunkhyen Pema Karpo en 1592, deux candidats furent revendiqués pour sa réincarnation : Pagsam Wangpo (né en 1593), le fils naturel du prince de Chongye, et Ngawang Namgyal (né en 1594), le fils de Mipham Chögyal, 17e prince-abbé de Ralung. L'arbitrage entre les partis des deux candidats fut long et complexe, impliquant la plupart des principaux dignitaires religieux et politiques du Tibet de l'époque. Lhatsewa Ngawang Zangpo (lha rtse ba ngag dbang bzang po , 1546-1615), un disciple influent de gyalwang drukpa Padma Karpo, et la plupart des moines des monastères de Tashi Thongmon et Druk Sangag Chöling, favorisèrent le neveu de Lhatsewa, Pagsam Wangpo ; tandis que le clan Gya du monastère de Ralung, siège traditionnel de l'école Drukpa, et ses partisans revendiquaient le nom de Ngawang Namgyal. Cette longue dispute a finalement abouti à une décision de l'homme fort du Tibet, Karma Phuntsok Namgyal, qui a choisi le candidat Chonggye, Pagsam Wangpo. Cela a cimenté la scission de la branche centrale de l'école Drukpa en branches nord et sud, et la fuite du candidat adverse vers le sud de l'Himalaya où il a établi un État Drukpa indépendant maintenant connu sous le nom de Bhoutan,,,.

## Enseignants
Les principaux professeurs de Pagsam Wangpo étaient :
- Lhatsewa Ngawang Zangpo (lha rtse ba ngag dbang bzang po) (1546-1615) - son oncle, qui était un disciple important de Padma Karpo[16].
- Rinchen Palzang (rin chen dpal bzang) (1537-1609/1617)
- Jampal Drakpa (' jam dpal grags pa) (1546-1615)[17]
- Khewang Sangey Dorje (mkhas dbang sangs rgyas rdo rje) (1569-1645) - disciple de Padma Karpo et écrivain majeur de l'école Drukpa[18].
- Lhawang Drakpa (lha dbang grags pa) (né au XVIe siècle) - un érudit de la tradition Jonang du Kalacakra et un maître important de la tradition Shangpa Kagyu[19].
- Rigdzin Jatson Nyingpo (« ja' tshon snying po ») (1585-1656) - un terton Nyingma important qui a eu une influence majeure sur plusieurs branches de la tradition Kagyu[20].

## Disciples
Parmi les nombreux disciples notables de Pagsam Wangpo figuraient :
- le yogi Taktsang Repa, invité par le souverain Sangay Namgyal (1570-1642) au Ladakh où ils ont restauré et rétabli le monastère d'Hemis [21];
- Dungkar Mipam Lodrö (mi pham blo gros) (1577-1636)[22]
- Künga Lhündrup (kun dga' lhun grub) (1616-1675)[23]
- Mipam Püntsok Shérap (mi pham phun tshogs shes rab)[24]
- le 1er Khamtrul Rinpoché, Karma Tenphel (ka.rma bstan 'phel) (1569-1627/37) qui fonda le monastère de Khampagar dans l'est du Tibet ; et son élève le 1er Dzigar Choktrul Rinpoché Sönam Gyamtso (bsod nams rgya mtsho) (1608-1669) qui fonda le monastère de Dzigar dans la région de Chamdo.

## Biographies
Namthar tibétain :
Remarque : un Namthar contient des récits de la vie extérieure et des réalisations intérieures de grands maîtres de la tradition tibétaine écrits sur un ton révérencieux ou hagiographique.
- (bo) dpal rgyas dbang po, dpal 'brug pa rin po che rgyal dbang thams cad mkhyen pa dpag bsam dbang po thub bstan yongs 'du'i dpal gyi sde'i rnam par thar pa skal bzang kun tu dga' ba'i zlos gar [« Biography of a master of the Drugpa Kargyu tradition, the Sixth Drugchen Pagsam Wangpo (1593-1641); written by the professional biographer Palgye Wangpo »], Darjeeling, 'brug sgar dpe mdzod khang, 2001 (lire en ligne)

- (bo) gyal dbang 'brug chen dpag bsam dbang po dang mi pham dbang po'i rnam thar [« Namthar of Gyalwang Pagsam Wangpo and Gyalwang Mipam Wangpo »], Darjeeling, kargyud sungrab nyamso khang, 1974 [25]
- (bo) 'phrin las rgya mtsho, dpag bsam dbang po'i rnam thar [« Namthar of Pagsam Wangpo »], Plouray, Drukpa Plouray,  2009 (1re éd. 1845), 240–253 p. (LCCN 2009312201) [26]